# إقليم عمان

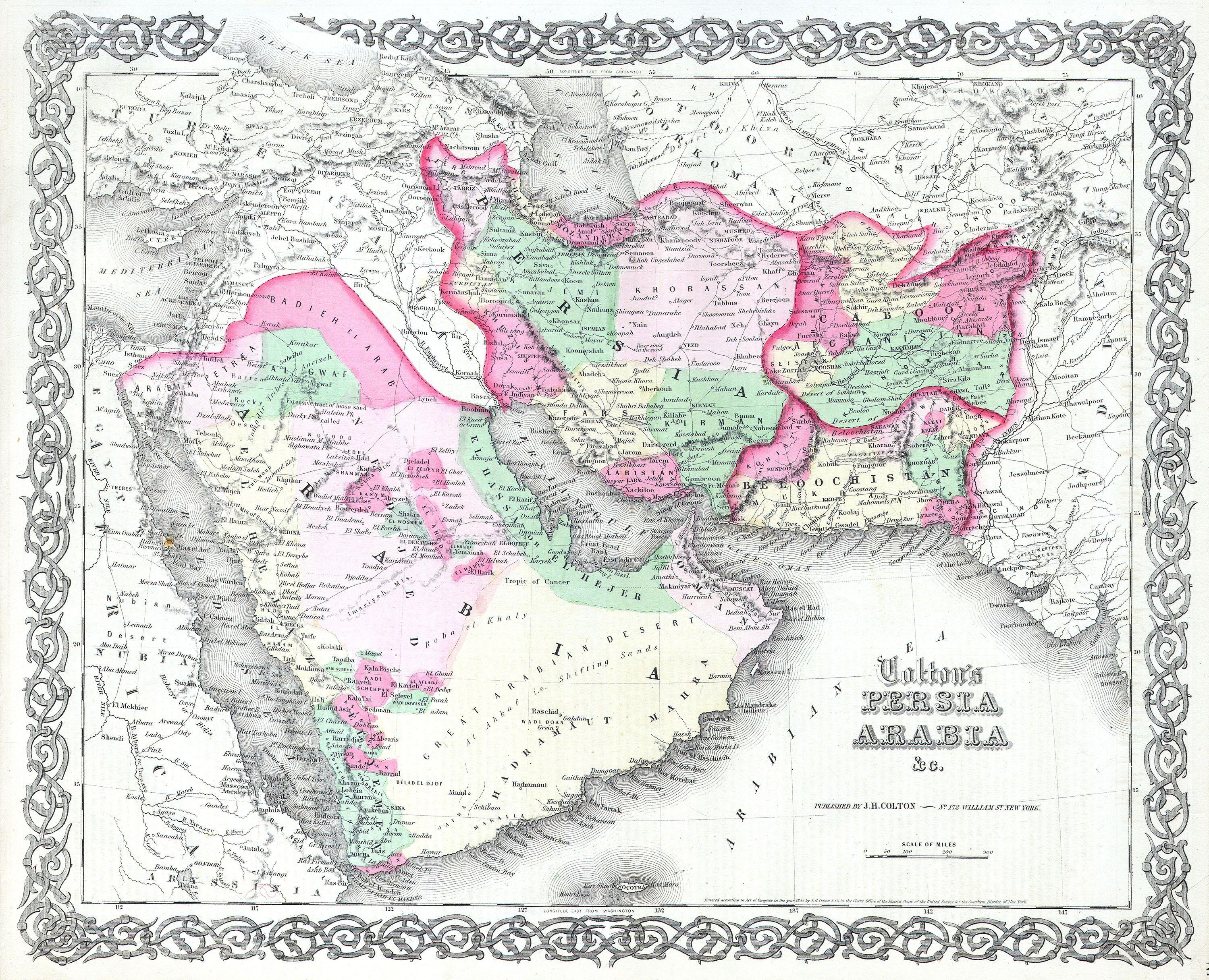
خريطة قديمة تظهر إقليم عمان والذي يشمل الجزء الشمالي من سلطنة عمان والجزء الشرقي من دولة الإمارات العربية المتحدة

إقليم عمان منطقة تاريخية تقع في جنوب شبه الجزيرة العربية، وتشمل حالياً أجزاء من سلطنة عمان ودولة الإمارات العربية المتحدة.

## التاريخ

### قبل الإسلام
عُرفت عمان في المراحل التاريخية المختلفة بأكثر من اسم، ومن أبرز أسمائها (مجان) و(مزون) و(عمان) حيث يرتبط كل منها ببُعد حضاري أو تاريخي محدد. فإسم (مجان) ارتبط بما اشتهرت به من صناعة السفن، وصهر النحاس حسب لغة السومريين حيث كانت تربطهم بعمان صلات تجارية وبحرية عديدة، وكان السومريون يُطلقون عليها في لوحاتهم (أرض مجان). أما اسم (مزون) فإنه ارتبط بوفرة الموارد المائية في عمان في فترات تاريخية سابقة وذلك بالقياس إلى البلدان العربية المجاورة لها، وكلمة (مزون) مشتقة من كلمة (المُزن) وهي السحاب ذو الماء الغزير المتدفق. ولعلّ هذا يُفسر قيام وازدهار الزراعة في عمان منذ القدم وما صاحبها من حضارة أيضاً. وبالنسبة لإسم (عمان) فإنه ورد في هجرة القبائل العربية من مكان يُطلق عليه عمان في اليمن، كما قيل انها سميت بعمان نسبة إلى عمان بن إبراهيم الخليل عليه السلام، وقيل كذلك أنها سميت بهذا الاسم نسبة إلى عمان بن سبأ بن يغثان بن إبراهيم، وكانت عمان في القديم موطناً للقبائل العربية التي قدمت إليها، وسكن بعضها السهول واشتغلت بالزراعة والصيد، واستقر البعض الآخر في المناطق الداخلية والصحراوية واشتغلت بالرعي وتربية الماشية.

### هجرة القبائل العربية
بعد انهيار سد مأرب بدأت القبائل العربية اليمنية بالهجرة إلى كافة أنحاء الجزيرة العربية، وهاجرت قبائل الأزد إلى أرض عمان واستطاع قائدهم مالك بن فهم الدوسي الأزدي طرد الفرس عن عمان.
فقد سار مالك بن فهم إلى عمان على رأس ستة آلاف من الجنود، واتصل بالفرس الذين كانوا قد بسطوا سلطانهم على عمان من ريسوت في الجنوب (ظفار) إلى قلهات على ساحل المنطقة الشرقية (صور). جاء مالك إلى عمان ليستقر بها، ولما عارض الفرس ذلك استعد الجانبان للقتال. وبعد قتال عنيف توصل مالك ـ بعد أن هزم الفرس ـ إلى اتفاق معهم يقضي بأن يرحلوا من البلاد خلال عام من ذلك التاريخ. وبدلاً من أن يبدؤوا في الخروج طلبوا إمدادات من فارس، فوصلتهم واستعدوا لحرب مالك بن فهم وأتباعه مرة أخرى. ودار بين الجانبين قتال شديد انتهى بانتصار مالك. ولجأ كثير من الفرس إلى سفنهم وأبحروا بها لبلادهم. فاستولى مالك على عمان وغنم جميع الأموال والممتلكات التي خلّفها الفرس. وتذكر المراجع التاريخية أن مالكًا قد أحسن إلى الأسرى من الفرس فكساهم وزوّدهم وأوصلهم بالسفن إلى بلادهم. وأصبح حاكمًا على عمان وما جاورها من الأطراف، وساسها سياسة حسنة.
كثرت هجرات العرب إلى عمان وكثر عددهم فيها، وانتقل بعضهم من عمان إلى البحرين. ولم يكن هناك سلطان ولا ملك قوي في كل تلك المنطقة إلا مالك بن زهير. ومن حُسن تصرف مالك بن فهم أنه أقام معه علاقات ودية، وتزوج ابنته. وطلب أبوها أن يكون لأبنائها منه التقديم على سائر الأبناء من غيرها، ووافق مالك بن فهم على ذلك. وحكم مالك بن فهم عمان سبعين سنة، وخلفه أبناؤه. ونازع الفرس أحفاده في الملك قبل الإسلام، إلى أن آل الأمر إلى ابني الجلندي اللذين ظلا يحكمان عُمان حتى ظهور الإسلام.

### عمان والإسلام
لقد كانت رسالة الإسلام منعطفا هاما في تاريخ عمان، حيث استجاب أهل عمان لدعوة الرسول صلى الله عليه وسلم ودخلوا الإسلام طواعية وأسلموا، ثم ما لبثوا أن لعبوا دوراُ رائداُ في تثبيت دعائم الدعوة ونشر راية الإسلام شرقا وغربا. 
أرسل النبي «ص» عمرو بن العاص برسالة إلى مَلِكَيْ عمان جيفر وعبد ابنَيْ الجلندي يدعوهما إلى الإسلام. وقد أسلما وأسلم أهل عمان. وتولى عمرو بن العاص حكم عمان حتى وفاة النبي «ص». ولما توفي النبي «ص» ذهب عمرو بن العاص إلى المدينة لمبايعة الخليفة أبي بكر رضي الله عنه ومعه وفد من العمانيين. وكتب أبو بكر إلى العمانيين وشكرهم، وترك أمر حكمهم إلى عبد ابنَيْ الجلندي وجيفر، وجعل لهما أخذ الصدقات من أهلها وحملها إليه. وحَكَم عمان خلال خلافة عثمان بن عفان، وعلي بن أبي طالب، عباد بن عبد ابنَيْ الجلندي.
وبعد وقوع الفتنة، ووصول الأمر إلى معاوية بن أبي سفيان لم يكن له سلطان على عمان. ولما تولى عبد الملك ابن مروان الأمر واستعمل الحجاج على أرض العراق، أرسل الحجاج جيشًا إلى عمان فهزمه العمانيون، وتكررت المحاولات بجيوش أخرى حتى تم النصر لبني أمية. وكانوا يستعملون على عمان من يرون من الحكام. 
ولما بدأ العصر العباسي استعمل أبو جعفر المنصور جناح ابن عبادة بن قيس الهنائي على عمان. وتولى بعده الإمامة الجلندي بن مسعود، وكان سببًا لقوة المذهب الإباضي في عمان، وهو المذهب الذي أخذ اسمه من عبد الله بن إباض واستقطب منذ ذلك الحين الكثير من الأتباع إلى عُمان ممن جاؤوا إليها من البصرة وحضرموت واليمن. واحتل القرامطة لبعض الوقت عمان وقاوموا العباسيين. وبعد أن تولى البويهيون الحكم في بغداد عام 945م أرادوا ضمّ عمان. فأرسل معز الدولة حملة إلى عمان عام 965م، ثم أرسل حملة ثانية عام 966م، فأبقى عمان تحت النفوذ البويهي. وهاجم السلاجقة عمان عام 1055م (447هـ) من الساحل الشرقي للخليج واستولوا عليها، وحكموها إلى عام 1135م.

### عمال الخلافة الإسلامية

#### عمال الخلفاء الأمويين
- الخيار بن سبرة من 702م إلى 714م من قبل الحجاج بن يوسف.
- سيف بن الهاني من 714م إلى 715م وقد تولى بعد وفاة الحجاج صاحب العراق.
- صالح بن عبد الرحمن من 715م إلى 715م .
- زياد بن المهلب من 715م إلى 717م من قبل أخيه يزيد بن المهلب صاحب العراق.
- عمال عدي بن أرطاة 717 م
- عمر بن عبد الله الأنصاري انتهى حكمة في 720 م عين من قبل الخليفة عمر بن عبد العزيز
- زياد بن المهلب من 720 إلى 749 وحكم حتى انقضت دولة بني أمية في الشام.

#### عمال الخلفاء العباسيين
بعد زوال دولة بني أمية أوفد العباسيون عمالا من قبلهم إلى عمان ففي عام 749م تم تعيين جناح بن عبادة ولكنه لم يدم فتم تعيين أبنه محمد بن جناح ولكنة أيضاً لم يدم فقد انتهت ولايتة في عام 750 وقامت الدولة الجلندانية الثانية، ثم عاد العباسيون إلى عمان بعد أن غزا البلاد واليهم على البحرين ابن نور عام 893م، واستمرت ولايته عام واحد، وعيّن بعد محمد بن نور الذي كان يسميه العمانيون محمد بن نور أحمد بن هلال في عام 894 وهو من بني سامة وقدم من بهلاء بناء على طلب ابن نور وفي نفس الفترة أستقل بنو سامة بالحكم بقيادة أبو محمد بيجرة. وبهذا انتهت فترة ولاية العباسيين على عُمان.

#### عمال الخلفاء العثمانيين
استمرت ولاية العثمانيين على عُمان من عام 1550م إلى عام 1551م وفي العام 1588م في مسقط.

### بنو نبهان
استمرت فترة حكم بني نبهان على عمان خمسة قرون وكانت على فترتين كالآتي:
1. الفترة الأولى: عُرفت بفترة النباهنة الأوائل، واستمرت أربعمائة عام تقريباً، وبدأت بوفاة الإمام أبي جابر موسى بن أبي المعالي موسي بن نجاد عام (549هـ، 1154م)، وانتهت بالقضاء على حكم سليمان بن سليمان بن مظفر النبهاني الملك الشاعر المشهور، ومبايعة محمد بن إسماعيل إماماً لعمان سنة (906هـ / 1500م) وقد تخللت هذه الفترة غزوات وحروب واجهت بني نبهان من الداخل والخارج، بالإضافة إلى تنصيب الأئمة بين فترة وأخرى.
2. الفترة الثانية: عُرفت بفترة النباهنة المتأخرين واستمرت في خلال الفترة (906هـ – 1034هـ \ 1500م – 1624م)، وقد تخللتها أحداث مختلفة منها تنصيب الأئمة والنزاع على السلطة بين بني نبهان أنفسهم من جهة، وبينهم وبين بعض القبائل العمانية الطموحة في الوصول إلى الحكم من جهة أخرى.

وبصورة عامة فإن نفوذ النباهنة قد اقتصر على المناطق الداخلية في بعض الفترات إلا أنه امتد إلى الساحل في مراحل أخرى كثيرة، وفي أحيان أخرى تمكنت بعض القبائل المتمردة على حُكم النباهنة من الانفراد بالساحل بعيداً عن سلطة الدولة.
وقد كانت فترة حكم ملوك بني نبهان من أكثر فترات التاريخ العماني تنافساً وصراعاً على السلطة، فعند خلو منصب الإمامة من إمام قائم بأمور الدولة لأي سبب من الأسباب، تعود الأوضاع في البلاد إلى حالة الفوضى والتسيُّب ليعود الصراع والتطاحن بين القبائل، واستمر هذا الوضع المضطرب في عمان أكثر من مائتين وخمسين عاماً، ويبدو أن هذه الفترة خلت منها البلاد تماماً من منصب الإمام لذا كان الصراع على أشده بين قبيلة النباهنة والقبائل العمانية الأخرى، بل بين أفراد أسرة بني نبهان أنفسهم، ولم ينحصر التنافس والصراع فيما بين أبناء العم فقط، بل تعداه إلى التناحر والقتال على السلطة بين الأخوة أنفسهم.

### اليعاربة
دولة اليعاربة (1624م - 1741م - 1033 هـ / 1153 هـ) هي عُمان الكبرى وهو ما يعرف حديثاً بسلطنة عمان ودولة الإمارات العربية المتحدة وإمتدت لتشمل شرق أفريقيا وجزء من فارس وعاصمتها الرستاق بعد القضاء على دولة بني نبهان دامت قرابة 117 عاماً تميزت الفترة الأولى لدولة اليعاربة باعتماد المنهج الإسلامي حيث ألغيت الضرائب مثلاً وأعتمدت الزكاة مكانها. مؤسسها ناصر بن مرشد بويع بالإمامة الإباضية سنة 1624م، حيث بنى أسطولاً بحرياً ضخماً مكّنه من الانتصار على القوات البرتغالية وأخرج الفرس من رأس الخيمة. 
قام خميس بن سعيد الشقصي بجمع علماء الإباضية وأعطى البيعة بالإمامة لناصر بن مرشد، عارضت الكثير من القبائل والمدن العُمانية هذا الأمر بل أن قسم من أسرة ناصر بن مرشد نفسه عارض ذلك قام ناصر بعدها بمحاولة توحيد البلاد إذ كانت البلاد مقسمة بين خمس قوى مبتدئاً بأسرته التي كانت تحكم نخل والرستاق، حيث طرد ابن عمه مالك بن أبي العرب من قلعة الرستاق وتفرغ بعدها لناصر بن قطن حيث كان يسيطر على الظاهرة نجح في السيطرة على المدن الداخلية بينما كانت المدن الساحلية في يد البرتغاليين. 
حرر جلفار العُمانية (الاسم القديم لرأس الخيمة) عام 1633م من البرتغاليين ولم يلبث أن سيطر على معظم الساحل العُماني إلا أن مسقط لم تسقط بيد دولة اليعاربة إلا في عهد الإمام سيف بن سلطان اليعربي سنة 1650م في عام 1645م إتفق مع الإنجليز، منافسوا البرتغال على استعمال موانيء صحار والسيب بصورة حصرية قاطعاً طريق التجارة على البرتغاليين، حيث وقع معه فيليب وايلد ممثل شركة الهند الشرقية الإنجليزية عقداً بذلك سنة 1648م، قام بمهاجمة مسقط مرة ثانية مما إضطر دوم جولياو نورونا القائد العام في مسقط أن يدفع الجزية لليعاربة وأن يعفي السفن العُمانية من التفتيش عند الإبحار للخارج بشرط حصولها على تراخيص برتغالية لرحلة العودة وشملت الإتفاقية العُمانييون الذين كانوا داخل مسقط نفسها حيث تم إعفائهم من جميع الرسوم والضرائب للبرتغال.

### إمارات ساحل عمان
لقد كان لتحرير عمان من الإستعمار البرتغالي سبباً في حدوث الإستقرار وبسط يد الأمان في ربوعها ومناطق الخليج العربي المختلفة إلا أن الصراعات التي نشبت في أواخر عهد اليعاربة أدت إلى بروز عدة تحالفات وفي ساحل عُمان برزت قوتان سياسيتان جديدتان، القوة الأولى بحرية تتألف من حلف من القبائل يتزعمه القواسم ومقرهم رأس الخيمة الذين أقلقوا الأسطول البريطاني وخاضوا ضدهم معارك عنيفة في مناطق نفوذهم على الساحل العُماني ولم يكتف القواسم بذلك بل أقلقوا الأسطول البريطاني وهاجموه في البحر الأحمر وسواحل الهند وأفريقيا أما القوة الثانية فهي تحالف قبلي بري وهو تحالف بنو ياس وحلفائهم وكان يتزعمهم قبيلة آل بو فلاح ويمتد نفوذهم حتى خور العديد.

### استقلال ساحل عمان الشمالي
إنفصلت إمارة رأس الخيمة عن عمان وظهرت كعاصمة لساحل عُمان الشمالية في النصف الثاني من القرن 18 ولكن هذا الانفصال قاد إلى منازعات طويلة مع حكام عُمان من أسرة آل بو سعيد وذلك لانتماء قبائل رأس الخيمة للحزب الغافري المعارض لآل بوسعيد ويمكن تحديد عام 1765م باعتباره العام الذي أعلن فيه استقلال قبائل ساحل عُمان الشمالية عن عُمان الأم وأصبحت رأس الخيمة مركزاً مستقلاً وعاصمة لتلك المنطقة ولا شك أن هذا الانفصال كان من أهم المشكلات التي واجهت الإمام أحمد بن سعيد آل سعيد فقد بايعت قبائل رأس الخيمة الإمام بلعرب بن حمير 1743م / 1753م الذي أيدته قبائل الغافرية التي كانت ترى ضرورة إبقاء الإمامة في أسرة اليعاربة ولذلك طلب الشيخ محمد بن ناصر الغافري من شيخ قبائل رأس الخيمة معاونته في الإطاحة بحكم الإمام أحمد بن سعيد آل سعيد وبذلك شاركت قبائل رأس الخيمة في المعارك العنيفة التي دارت بينهما لم تكن هذه المعارك في صالح الحزب الغافري بعدما نجح الإمام أحمد بن سعيد آل سعيد في التخلص من الإمام بلعرب بن حمير عام 1753م وشدد من قبضته على المقاطعات العُمانية وإتجه عام 1759م إلى إخضاع رأس الخيمة في معقلهم ومنع الانفصال إلا أنه لم يتمكن من هزيمة قبائل رأس الخيمة وإخضاعهم وقد يرجع ذلك إلى تخلى حلفائه عنه مما دفع حاكم رأس الخيمة في عام 1763م إلى إرسال حملة انتقامية وصلت إلى مدينة الرستاق عاصمة عمان وأصبح الموقف حرجاً إلى درجة تبين فيها لأبناء الإمام أحمد بن سعيد آل سعيد يمكن أن يؤدي نزاعهم مع أبيهم إلى القضاء على حكم أسرتهم ولذلك آثروا فضّ الخلاف مع أبيهم وسلموا له الحصن الغربي في مسقط بينما إحتفظوا بالحصن الشرقي وما أن ذاع خبر الصلح بين الإمام أحمد بن سعيد آل سعيد وأبنائه حتى بادر حاكم رأس الخيمة وحليفه محمد بن ناصر الغافري بفك حصار الرستاق وتم الصلح بين حاكم رأس الخيمة والإمام أحمد بن سعيد آل سعيد الذي وافق على إنفاصل واستقلال رأس الخيمة عن الوطن الأم عُمان الكبرى أو عُمان الطبيعية.

### آل بوسعيد
إن المؤسس الأول لدولة آل بو سعيد هو الإمام أحمد بن سعيد بن أحمد آل بو سعيدي الأزدي، كان الإمام احمد بن سعيد واليا على صحار من قبل اليعاربة ولكن تم اختياره إماما على عمان عام 1744م. وقد كان توليه الحكم هو البداية الفعلية لحكم أسرة آل بو سعيد وهي الأسرة الحاكمة حيث أنشأ مؤسس الدولة الجديد جيشاً قوياً وأهتم بتدعيم الأسطول العُماني وتطويره لذا فقد حقق انتصارات حاسمة استعاد فيها لعمان مركزها وقوتها لقد مثل حكمه النهاية الفعلية لعصر اليعاربة وإنهاء الخلافات والانقسامات الداخلية والحروب التي أضرت بعمان وبمكانتها التاريخية المرموقة.